# Selección de hockey sobre patines de Inglaterra
La selección de hockey sobre patines de Inglaterra es el equipo nacional de Inglaterra en el hockey sobre patines internacional. Es la selección más antigua del mundo en esta modalidad, la cual lideró en sus orígenes, siendo el ganador de las primeras doce ediciones del Campeonato de Europa de Hockey sobre Patines , de 1927 a 1939, con las ediciones de 1937 y 1939 sirviendo también como Campeonato mundial de hockey sobre patines masculino, pero no pudo mantener esta hegemonía después de la Segunda  Guerra Mundial. Inglaterra únicamente subió al podio en 1947, cuando terminó en segundo lugar, perdiendo el título ante Portugal. Desde entonces, Inglaterra nunca ha podido alcanzar el mismo estatus del pasado, siendo hoy en día considerado un equipo menor. Más recientemente, el entrenador portugués José Carlos Amaral ha estado tratando de promover un resurgimiento del deporte, todavía amateur, en Inglaterra. England Rink Hockey ha logrado algunos resultados positivos en los últimos años, compitiendo en los Juegos Mundiales de Patinaje organizados por la Federación Internacional de Patinaje y en los Campeonatos de Europa organizados por Comité Europeo de Hockey sobre Patines.
En ocasiones, cuando participa en competiciones plurideportivas, la selección inglesa compite bajo en nombre de Gran Bretaña.

## Palmarés
- Campeonato mundial de hockey sobre patines masculino:[1] 1936, 1939 (2)
- Campeonato europeo de hockey sobre patines masculino:[1] 1926, 1927, 1928, 1929, 1930, 1931, 1932, 1934, 1936, 1937, 1938, 1939 (12)
- Copa de las Naciones de Montreux:[1] 1923, 1924, 1925, 1927, 1929, 1931, 1939, 1950 (8)

## Selecciones

### Absolutas
- Masculina
- Femenina

### Inferiores
- Sub-20
- Sub-17
- Sub-16